# Gonzalo Piovi
Gonzalo Rubén Piovi (ur. 8 września 1994 w Morón) – argentyński piłkarz pochodzenia hiszpańskiego występujący na pozycji środkowego lub lewego obrońcy, od 2024 roku zawodnik meksykańskiego Cruz Azul.
Jego brat Ezequiel Piovi również jest piłkarzem.